# Инешская волость
И́нешская волость (латыш. Inešu pagasts) — одна из административных единиц в составе Вецпиебалгского края, на его юго-востоке. Граничит с Кайвской и Вецпиебалгской волостями своего края, Лиезерской волостью Мадонского края и Юмурдской волостью Эргльского края.

## География
- Реки волости: Сустала, Пиле, Ласкате, Лиедеский ручей, Гаравский ручей, Недзите[2].

- Озёра волости: Инесис, Недзис, Бриньгю, Павитес, Бездибенс, Сивенс, Илзитес[2].

- Населённые пункты: Инеши (190 жителей — на 2018 год), Цирсты (42 жит. — на 2007), Наурени (25 жит. — на 2007), Гринени (23 жит. — на 2007), Алитени, Битени, Бриньги, Кальви, Каугули, Крумени, Лявани, Паулени, Раунас, Рейнкальви, Савас, Свили, Удрени, Чолени[2][1].

- Основные автомобильные дороги:
  - Региональные автодороги: P33 Эргли — Яунпиебалга — Салинькрогс, по северо-восточной границе волости проходит также автодорога P30 Цесис—Мадона[1][2].
  - Местные автодороги: V308 Инеши — Мурниеки, Инеши — Лиеде, Инеши — Вецпиебалга, Инеши — Вестиена[1][2].

## Население
| Националность | Население (2000) | %      | Население (2011) | %       |
| ------------- | ---------------- | ------ | ---------------- | ------- |
| Латыши        | 793              | 94,0 % | 643              | 94.56 % |
| Русские       | 38               | 4,6 %  | 29               | 4.26 %  |
| Белорусы      | 6                | 0,8 %  | 2                | 0.29 %  |
| Украинцы      |                  | 0 %    | 2                | 0.29 %  |
| Поляки        | 4                | 0,5 %  | 4                | 0.59 %  |
| Всего         | 844              | 100 %  | 680              |         |

| Люди           | Численность, чел. (2000) | Проценты            |
| -------------- | ------------------------ | ------------------- |
| Мужчины        | 414                      | 49,1 %              |
| Женщины        | 430                      | 50,9 %              |
| Дети           | 256                      | 30,33 %             |
| Трудоспособные | 410                      | 48,58 % (19-60 лет) |
| Личная персона | 148                      | 17,54 %             |
| Безработные    | 29                       | 3,4 %               |

## История
- 1945 год. В южной части Вецпиебалгской волости создан Инешский сельский совет[2].
- 1949 год. В конце года волостная система была ликвидирована советской властью. Инешский сельсовет вошёл во вновь созданный Гауенский район с центром в Яунпиебалге (1950—1956). Затем Инеши входили в Эргльский (1957—1959) и Цесисский (1959—2009) районы.
- 1959 год. Территория сельсовета значительно расширилась за счёт присоединённой части бывшего Цирстского сельсовета, который ранее находился в составе Юмурдской волости.
- 1991 год. Инешский сельсовет преобразован в Инешскую волость.
- 2009 год. С расформированием районов Инешская волость была включена в состав Вецпиебалгского края[3].

## Известные люди
Известные люди с 1769 года до настоящего времени
- Г. Меркель (1769 — 1850) — писатель, публицист.
- Я. А. Юрьян (1830 — 1879) — врач, работник культуры.
- А. Стерсте[латыш.] (1853 — 1921) — юрист, общественный деятель, писатель.
- К. Гайгалс-Хирш (1875 — 1923) — юрист, журналист.
- Г.-Х. Реснайс (1877 — ?) — инженер-электроник.
- Я. Розе[латыш.] (1878 — 1942) — издатель.
- Я. Берзиньш (1881 — 1938) — литературный критик, публицист, общественный деятель, советский дипломат, учитель.
- А. Берзиньш (1882 — 1962) — театральный критик, историк.
- А. Гайлите (1884 — 1975) — писательница.
- Е. Стерсте (1885 — 1976) — писательница.
- П. Удрис (1886 — 1920) — кавалер военного ордена Лачплесиса[4].
- Ю. Видуцис (1889 — 1942) — кавалер военного ордена Лачплесиса[5].
- Р. Сотакс (1890 — ?) — литератор.
- Р. Р. Калниньш (1890 — 1920) — кавалер военного ордена Лачплесиса[6].
- Б. Сосарс (1890 — 1953) — композитор.
- А. Эбелис (1896 — 1976) — кавалер военного ордена Лачплесиса[7].
- П. Берзиньш (1897 — 1977) — кавалер военного ордена Лачплесиса[8].
- Р. Абелтиньш (1897 — 1967) — кавалер военного ордена Лачплесиса[9].
- Ф. Галиньш (1898 — 1948) — кавалер военного ордена Лачплесиса[10].
- Е. Салиньш (1898 — 1988) — агроном.
- А. Л. Салиньш (1898 — ?) — учитель, литератор, писатель.
- П. Залитис (1900 — 1928) — кавалер военного ордена Лачплесиса[11].
- О. Страутманис (? — 1919) — кавалер военного ордена Лачплесиса[12].
- Л. Брейкшс (1908 — 1942) — поэт
- Б. Саулитис (1922 — 1970) — писатель.
- И. Калныньш (р. 1941) — композитор
- Л. Лиепиня (р. 1946) — актриса

## Культура, образование

### Культура
- Краеведческий музей (с 1992 года)

В годы советской власти на территории волости работали клуб и библиотека.

### Учебные заведения
- Инешская начальная школа (138 учеников в 2000/2001 учебном году).

Ранее также действовали:
- Петропавловская православная школа (с 1851 по 1917 год)
- Бриньгская (Павитская) начальная школа (с 1867 по 1937 год)
- Ласкатская женская школа (с 1872 по 1887 год)
- Цирстская начальная школа (с 1872 по 1944 год)
- Упитская (Тутульская) начальная школа (с 1873 по 1972 год)